# Шорлемер-Альст, Бурггард
Барон Бурггард Шорлемер-Альст (1825—1895; нем. Burghard von Schorlemer-Alst) — германский политик.

## Биография
Бурггард Шорлемер-Альст родился 21 октября 1825 года в замке Альст в Липпштадте; по происхождению крупный вестфальский землевладелец. Сын фермера и политика Фридриха Вильгельма фон Шорлемера (1786–1849) и фрау Жозефины (урожденной фон Пельден / фон Клауд); старший брат Вильгельм фон Шорлемер (1821–1884) — офицер, районный администратор и политический деятель; его племянник Фердинанд фон Шорлемер (1870—1935) был администратором округа Варбург.
С 1845 по 1857 год барон Шорлемер-Альст служил на прусской военной службе. Во время демократической революции в Германии 1848—1849 гг. Шорлемер-Альст сражался на стороне противников революции в чине  младшего лейтенанта.
С 1870 по 1889 год Бурггард Шорлемер-Альст был членом прусской палаты депутатов, с 1870 года член северогерманского рейхстага, в 1874—1985 гг. и вновь в 1890 году — рейхстага; в 1885 году он оставил рейхстаг по состоянию здоровья, так же, как ландтаг в 1889 году, и, согласившись выступить на выборы 1890 года, он через несколько месяцев сложил с себя полномочия.  
В ландтаге и в рейхстаге он был одним из видных членов Партии Центра, причем занимал место на его аграрно-консервативном крыле, так что часто вступал в коллизию с Людвигом Виндтхорстом, не одобряя его оппозиционные взгляды в ряде вопросов. 
Папа римский Пий IX в награду за его услуги делу клерикализма в Германии дал ему звание папского тайного камерария, а германский император Вильгельм I назначил его в 1885 году членом прусского государственного совета. 
Барон Бурггард Шорлемер-Альст скончался в родовом замке Альст в прусском городе Хорстмар.
В 1898 и 1902 годах соответственно в честь его воздвигнуты памятники в Бургштайнфурте (Штайнфурт) и Мюнстере. 
Его «Reden» были изданы в Оснабрюкке в 1880 году.